# Турц
Турц (рум. Turț) — село у повіті Сату-Маре в Румунії. Адміністративний центр комуни Турц.
Село розташоване на відстані 453 км на північний захід від Бухареста, 32 км на північний схід від Сату-Маре, 138 км на північ від Клуж-Напоки.

## Населення
За даними перепису населення 2002 року у селі проживали 5379 осіб.
Національний склад населення села:
| Національність | Кількість осіб | Відсоток |
| -------------- | -------------- | -------- |
| румуни         | 5317           | 98,8%    |
| угорці         | 42             | 0,8%     |
| цигани         | 20             | 0,4%     |

Рідною мовою назвали:
| Мова      | Кількість осіб | Відсоток |
| --------- | -------------- | -------- |
| румунська | 5319           | 98,9%    |
| угорська  | 42             | 0,8%     |
| циганська | 17             | 0,3%     |